# Автомагістраль А61 (Франція)
Автомагістраль A61 — французька автомагістраль, яка входить до автомагістралі «Де Мерс». Має 147,5 кілометрів довжини.
Він з’єднує Нарбонн (і перехрестя на A9) і Тулузу, де він стає A62 у напрямку до Бордо. Він також має перехрестя з A64 у напрямку Байонни та A68 у напрямку Альбі на околиці Тулузи. Це повністю платна дорога, і її експлуатує ASF. Більшість смуг руху має 2x2 смуги, за винятком ділянки між Тулузою та перехрестям з A66 поблизу Вільфранш-де-Лораге, де смуги 2x3. Це також європейський маршрут E80.